# 2003 GM53
2003 GM53, também escrito como 2003 GM53, é um objeto transnetuniano que está localizado no Cinturão de Kuiper, uma região do Sistema Solar. Este corpo celeste é classificado como um provável cubewano. Ele possui uma magnitude absoluta de 6,9 e tem um diâmetro estimado com 183 km.

## Descoberta
2003 GM53 foi descoberto no dia 1 de abril de 2003, pelo astrônomo Marc W. Buie.

## Órbita
A órbita de 2003 GM53 tem uma excentricidade de 0,051 e possui um semieixo maior de 44,454 UA. O seu periélio leva o mesmo a uma distância de 40,539 UA em relação ao Sol e seu afélio a 46,725 UA.